# اندیس ارزانفود
ارزانفود یک اندیس غیرفلزی است که در حوالی شهر همدان استان همدان قرار دارد و مادهٔ معدنی موجود در آن، میکا است.  